# 徐志明 (1957年)
徐志明（1957年3月26日—），中華民國（台灣）政治人物，曾經代表民主進步黨任職立法委員。
2005年，當時任職立委的徐志明因為在1994年任職大寮鄉長時收受回佣395萬而被判囚12年，老婆亦同樣因為收受回佣被判囚。
2008年3月，服刑中的徐志明寫了一封親筆簽名的公開信，寄給民主進步黨高雄縣全體黨員，呼籲選民於本月22日出去走走、遠離2008年中華民國總統選舉，「給民進黨一個教訓」。對此，民主進步黨高雄縣黨部評估這封信對選情影響不大，因此冷處理、不願回應。

## 家庭
妻子：徐張貴華，曾擔任大寮鄉長，後來此職位由徐志明接棒。
徐志明之女徐佳瑩（曾一度改名字為「徐瑀岑」，現已改回原名字），1982年，崑山科技大學畢業，高應科大碩士班，曾任徐志明立委的國會助理及徐志明之友關懷協會總幹事。

## 外部連結
- 立法院 （页面存档备份，存于）